# Distretto di ʿAyn Defla
Il distretto di ʿAyn Defla è un distretto della provincia di 'Ayn Defla, in Algeria. Prende il nome dal suo capoluogo, ʿAyn Defla.

## Comuni
Il distretto è suddiviso in un comune:
- 'Ayn Defla